# Mansión del Príncipe, Copenhague
La mansión del Príncipe es un palacio de estilo Rococó localizado en Frederiksholms Kanal, en el centro de Copenhague, Dinamarca. Fue usada como la residencia oficial del Príncipe de la Corona de Dinamarca pero ahora alberga el Museo Nacional de Dinamarca.

## Historia

### La Casa Michelbecker
La casa original fue construida en 1684 por Gysbert Wigand Michelbecker. Nacido en Marburg,  se estableció en Copenhague en 1657 y construyó una exitosa carrera como mercader y dueño de barcos. En 1685 abrió en su casa la primera iglesia reformista de Copenhague.
Michelbecker murió en 1692 y en 1707 su casa pasó a propiedad de su yerno Wilhelm Edinger. En 1716 fue puesta a disposición del Zar Peter el Grande durante su visita a Copenhague.

### Una noble residencia

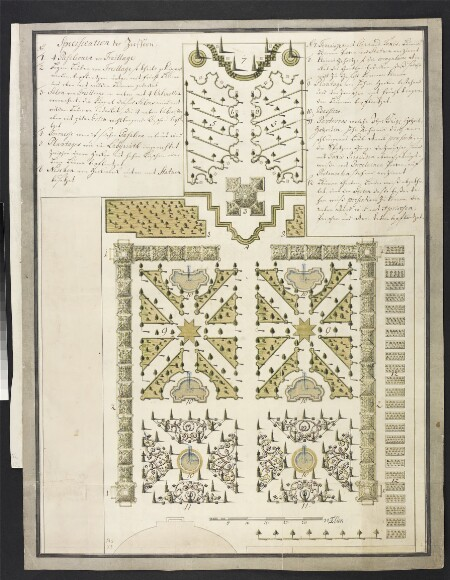
Planta de Krieger para el jardín de 1728

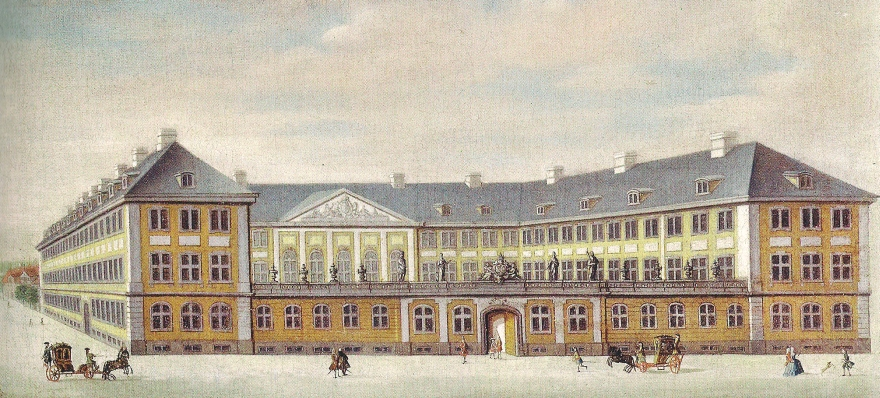
La mansión en 1757

En 1725 Edinger vendió la casa al rey Federico IV de Dinamarca, quien la transformó en una residencia para el príncipe Cristian (VI) con la ayuda del arquitecto Johan Cornelius Krieger.
Después de que el rey Cristian V  ascendiera al trono, la mansión del Príncipe fue tomada por el príncipe Federico V. Éste rediseñó completamente el edificio durante 1743 y 1744 con la ayuda del constructor real Nicolai Eigtved. En 1757 Lauritz de Thurah, el sucesor de Eigtved, llevó a cabo una ampliación menor del complejo en la esquina de Frederiksholms Kanal y Stormgade.

### Otros residentes
Al final del siglo la familia real interrumpió su uso de la propiedad y comenzó a usarla para otros propósitos, mayoritariamente como residencia para artistas, cortesanos y otros conocidos con lazos cercanos a la Corte.

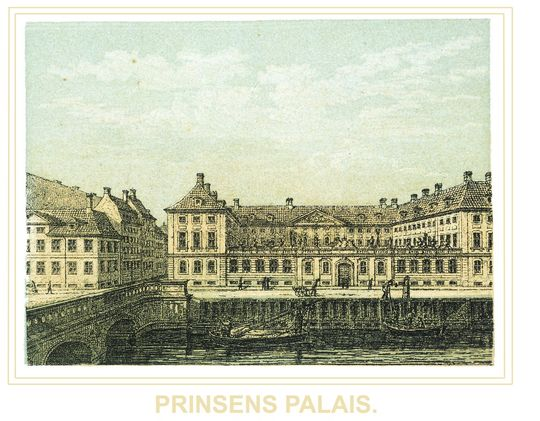
La mansión en 1800

Durante un tiempo, tanto el pintor Jens Juel como Nikolaj Abraham Abildgaard tuvieron sus estudios en el edificio. El último de ellos incluso vivió allí desde 1779 hasta 1787 y también lo hizo el pintor de la Corte Vigilius Eriksen, quien vivió allí desde 1774 hasta 1782. El geógrafo y explorador Carsten Niebuhr, quién había regresado a Copenhague como el único superviviente de la Expedición danesa a Arabia en 1768, vivió allí desde 1773 hasta 1778, año en el que aceptó una posición en el servicio civil del Holstein danés. Entre los estadistas que vivieron allí se encuentra el ministro de asuntos exteriores Adolph Sigfried von der Osten y Ove Høegh-Guldberg, quién se convertiría en primer ministro de facto después de la caída de Struense, y que vivió allí hasta su propia caída a raíz del golpe de Estado de 1784. 
Después del cambio de siglo, entre los residentes se encontraban el constructor real Christian Frederik Hansen, quien vivió allí de 1805 a 1834, mientras trabajaba en proyectos tales como la construcción del nuevo Ayuntamiento de Copenhague y la reconstrucción de la  catedral de Nuestra Señora y el palacio de Christiansborg. Gerhard Christoph von Krogh, el agente militar que dirigió las tropas danesas en la Batalla de Isted, fue su residente de 1817 hasta 1853.

### Una sede provisional para el Tribunal Supremo

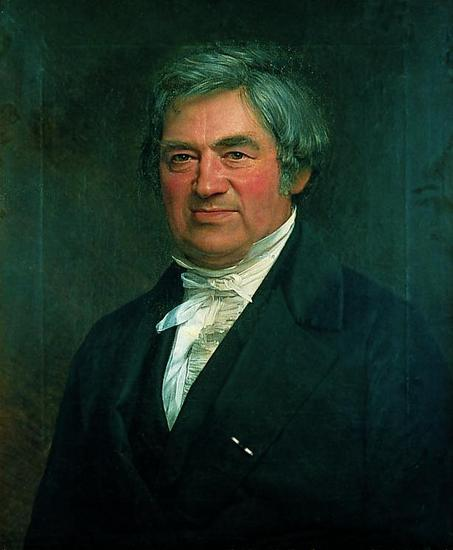
Christian Jürgensen Thomsen pintado por Johan Vilhelm Gertner en 1849

El incendio del primer palacio de Christiansborg en 1794 no dejó solo a la familia real sin su hogar, sino también al Tribunal Supremo de Dinamarca sin su sede. Por ello, la Mansión del Príncipe hizo estas funciones. En 1830 se le dio una nueva sala en el segundo Palacio de Christiansborg pero la administración diaria permaneció en la mansión hasta 1864.

### Propiedad estatal
Después de la adopción de la nueva Constitución en 1849, la Mansión del Príncipe fue cedida al Estado danés. El edificio entonces se convirtió en "casa para las Colecciones Nacionales". Estos incluyeron el Museo de Etnología que abrió en 1849, el Gabinete Real de Monedas y Medallas y el Museo de Antigüedades nórdicas. Estos dos últimos eran dirigidos por el historiador cristiano Jürgensen Thomsen, quien también residió en el edificio desde 1851 hasta su muerte en 1865. El Museo de las antigüedades nórdicas, que posteriormente se llamó Museo Nacional, abrió en la mansión del Príncipe en 1892.

## Arquitectura

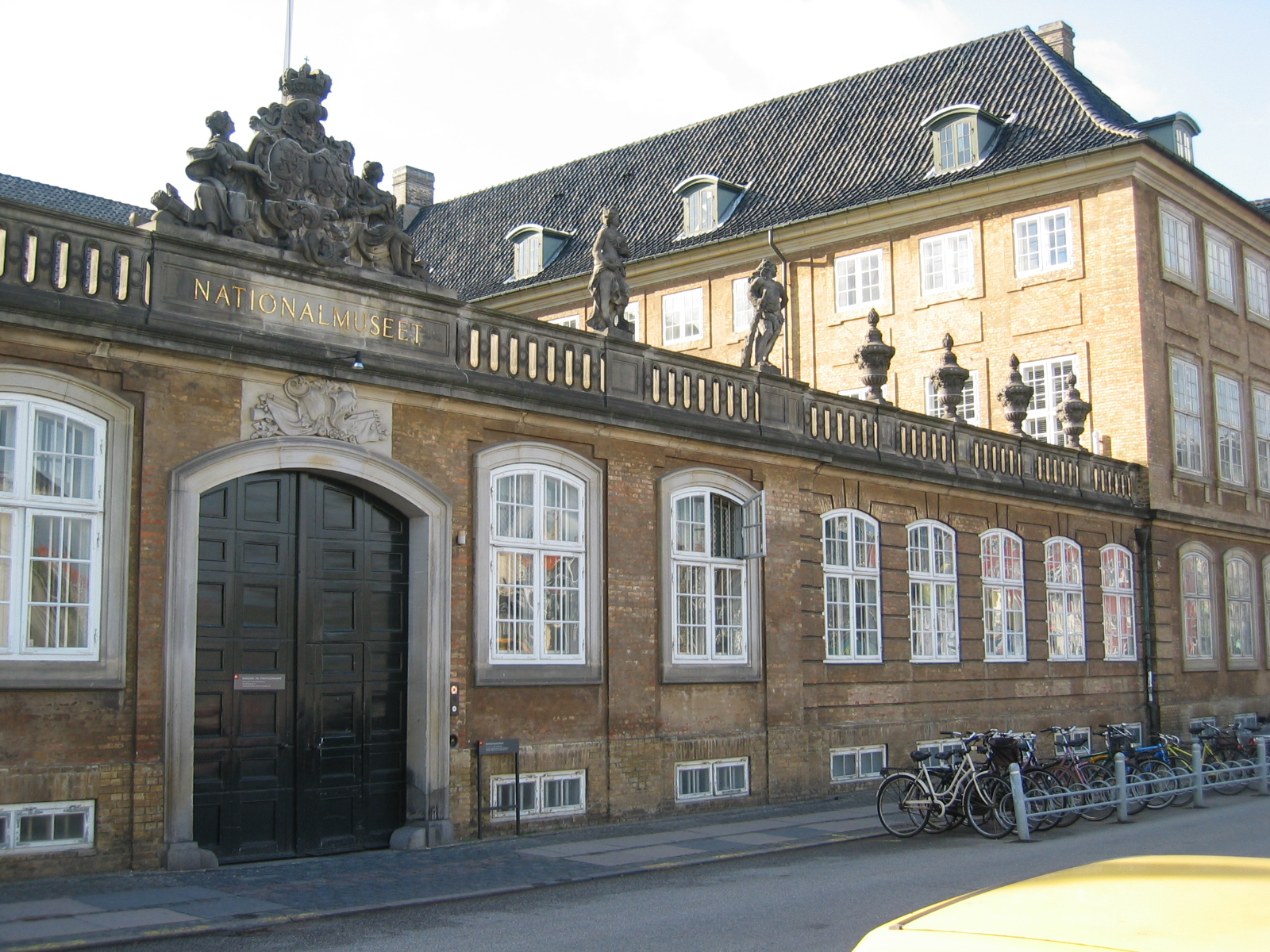
La galería, frente a Frederiksholms Kanal

La mansión del Príncipe es uno de los edificios Rococó más tempranos de Copenhague. Tiene tres alas con un patio cerrado a Frederiksholms Kanal por una galería de un solo piso con una puerta de entrada en el medio. La galería está coronada por un balaustrada con jarrones y estatuas. Las estatuas junto con decoraciones de las ventanas del lado del jardín fueron salvadas del edificio de Krieger desde 1726.
La simetría original del complejo de Eigtved ha sido cambiada por las alteraciones más tardías de otros arquitectos que han aumentado el ala norte a diez tramos mientras el ala sur todavía sólo consta de tres tramos

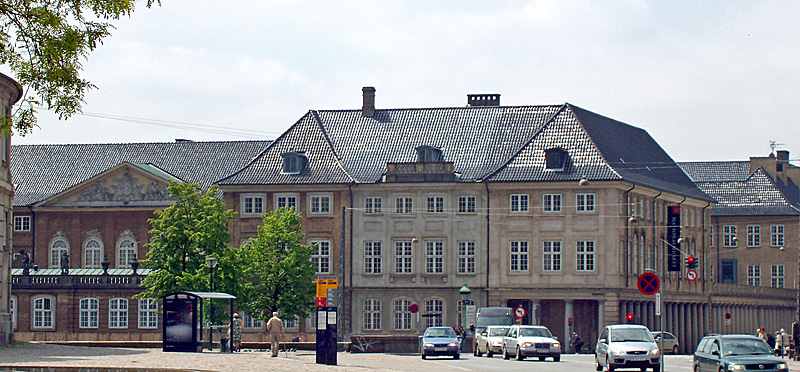
La ampliación con la columnata visible a la derecha

Mogens Clemmensen y Arne Nystrøm expandieron el museo desde 1929 a 1938, añadiendo un nuevo edificio de cuatro alas en la parte trasera de la mansión original, así como un ala más estrecha de conexión entre los edificios nuevos y viejos que crea un espacio de patio abierto hacia Ny Vestergade. En el lado opuesto (Stormgade),  crearon  una columnata a lo largo de todo la longitud del complejo, de Vester Voldgade a Frederiksholms Kanal. Tiene 38 columnas de granito de la isla de Bornholm.

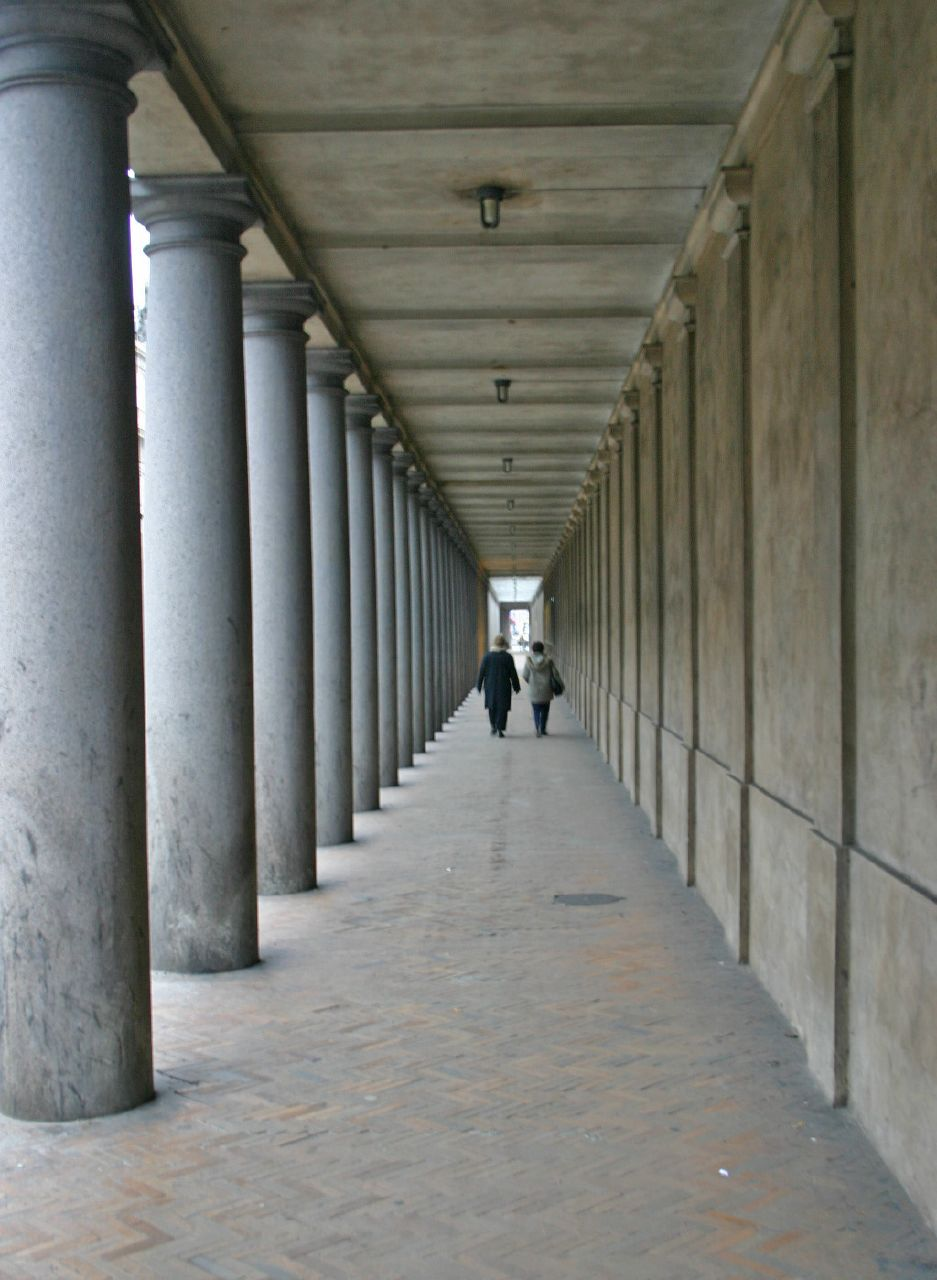
La columnata en Stormgade

Las últimas alteraciones del edificio tuvieron lugar en 1992 con el diseño de Gehrdt Bornebusch. Cubrió el patio interior del ala de conexión con un techo de cristal, transformándolo en un vestíbulo central al que se entra a través de la nueva entrada principal del museo.

## La mansión del Príncipe hoy
La mansión del Príncipe todavía alberga el departamento principal del Museo Nacional. Las instalaciones también incluyen un restaurante y un cine.

## Literatura
- Antonsen, Inge Mejer: Prinsens Palais. Det Kongelige Palais i Kalveboderne 1-2. Nationalmuseet. 1992 (550 páginas)[6]